# Ryan Mikesell
Ryan Mikesell (St. Henry, 29 dicembre 1996) è un cestista statunitense.